# Indian Wells Open 2014 - Qualificazioni singolare femminile
Le qualificazioni del singolare  femminile dell'Indian Wells Open 2014 sono state un torneo di tennis preliminare per accedere alla fase finale della manifestazione. Le vincitrici dell'ultimo turno sono entrate di diritto nel tabellone principale. In caso di ritiro di una o più giocatrici aventi diritto, a queste sono subentrate le lucky loser, ossia le giocatrici che hanno perso nell'ultimo turno ma che avevano una classifica più alta rispetto alle altre partecipanti che avevano comunque perso nel turno finale.

## Giocatrici

### Teste di serie
1. Barbora Záhlavová-Strýcová (qualificata)
2. Anna Schmiedlová (qualificata)
3. Jaroslava Švedova (qualificata)
4. Casey Dellacqua (qualificata)
5. Camila Giorgi (qualificata)
6. Johanna Larsson (ultimo turno, ritirata)
7. Virginie Razzano (primo turno)
8. Mirjana Lučić-Baroni (primo turno)
9. Julia Glushko (primo turno)
10. Ol'ga Govorcova (primo turno)
11. Anabel Medina Garrigues (primo turno)
12. Tímea Babos (primo turno)

1. Kimiko Date-Krumm (ultimo turno)
2. Estrella Cabeza Candela (primo turno)
3. Misaki Doi (primo turno)
4. Katarzyna Piter (primo turno)
5. Petra Martić (primo turno)
6. Su-wei Hsieh (primo turno)
7. Mandy Minella (primo turno)
8. Luksika Kumkhum (primo turno)
9. Teliana Pereira (secondo turno)
10. Alison Van Uytvanck (qualificata)
11. Nadežda Kičenok (ultimo turno)
12. Romina Oprandi (primo turno)

### Wildcard
1. Grace Min (primo turno)
2. Irina Falconi (primo turno)
3. Madison Brengle (ultimo turno)

1. Heather Watson (qualificata)
2. Allie Kiick (qualificata)
3. Anastasija Rodionova (primo turno)

### Qualificate
1. Barbora Záhlavová-Strýcová
2. Anna Schmiedlová
3. Jaroslava Švedova
4. Casey Dellacqua
5. Camila Giorgi
6. Yung-jan Chan

1. Heather Watson
2. Michelle Larcher de Brito
3. Sharon Fichman
4. Olivia Rogowska
5. Allie Kiick
6. Alison Van Uytvanck

## Tabellone

### Legenda
| - Q = Qualificato - WC = Wild card - LL = Lucky loser | - ALT = Alternate - SE = Special Exempt - PR = Protected Ranking | - w/o = Walkover - r = Ritirato - d = Squalificato |

### Sezione 1
|  | Primo turno | Primo turno                | Primo turno | Primo turno | Primo turno |  |  | Ultimo turno | Ultimo turno               | Ultimo turno | Ultimo turno | Ultimo turno |  |
|  |             |                            |             |             |             |  |  |              |                            |              |              |              |  |
|  | 1           | Barbora Záhlavová-Strýcová | 7           | 6           |             |  |  |              |                            |              |              |              |  |
|  | WC          | Grace Min                  | 64          | 3           |             |  |  | 1            | Barbora Záhlavová-Strýcová | 6            | 2            | 7            |  |
|  |             | Michaëlla Krajicek         | 6           | 6           |             |  |  |              | Michaëlla Krajicek         | 2            | 6            | 64           |  |
|  | 16          | Katarzyna Piter            | 2           | 1           |             |  |  |              |                            |              |              |              |  |

### Sezione 2
|  | Primo turno | Primo turno          | Primo turno | Primo turno | Primo turno |  |  | Ultimo turno | Ultimo turno     | Ultimo turno | Ultimo turno | Ultimo turno |  |
|  |             |                      |             |             |             |  |  |              |                  |              |              |              |  |
|  | 2           | Anna Schmiedlová     | 6           | 6           |             |  |  |              |                  |              |              |              |  |
|  |             | Lara Arruabarrena    | 3           | 4           |             |  |  | 2            | Anna Schmiedlová | 6            | 6            |              |  |
|  |             | Mariana Duque Mariño | 1           | 0           |             |  |  | 23           | Nadežda Kičenok  | 4            | 4            |              |  |
|  | 23          | Nadežda Kičenok      | 6           | 6           |             |  |  |              |                  |              |              |              |  |

### Sezione 3
|  | Primo turno | Primo turno       | Primo turno | Primo turno | Primo turno |  |  | Ultimo turno | Ultimo turno      | Ultimo turno | Ultimo turno | Ultimo turno |  |
|  |             |                   |             |             |             |  |  |              |                   |              |              |              |  |
|  | 3           | Jaroslava Švedova | 3           | 6           | 6           |  |  |              |                   |              |              |              |  |
|  |             | Magda Linette     | 6           | 4           | 4           |  |  | 3            | Jaroslava Švedova | 6            | 1            | 6            |  |
|  |             | Andrea Hlaváčková | 5           | 4           |             |  |  | 13           | Kimiko Date-Krumm | 3            | 6            | 0            |  |
|  | 13          | Kimiko Date-Krumm | 7           | 6           |             |  |  |              |                   |              |              |              |  |

### Sezione 4
|  | Primo turno | Primo turno     | Primo turno | Primo turno | Primo turno |  |  | Ultimo turno | Ultimo turno    | Ultimo turno | Ultimo turno | Ultimo turno |  |
|  |             |                 |             |             |             |  |  |              |                 |              |              |              |  |
|  | 4           | Casey Dellacqua | 6           | 4           | 6           |  |  |              |                 |              |              |              |  |
|  |             | Anna Tatišvili  | 3           | 6           | 1           |  |  | 4            | Casey Dellacqua | 6            | 6            |              |  |
|  |             | Johanna Konta   | 6           | 4           | 6           |  |  |              | Johanna Konta   | 4            | 3            |              |  |
|  | 17          | Petra Martić    | 3           | 6           | 3           |  |  |              |                 |              |              |              |  |

### Sezione 5
|  | Primo turno | Primo turno     | Primo turno | Primo turno | Primo turno |  |  | Ultimo turno | Ultimo turno    | Ultimo turno | Ultimo turno | Ultimo turno |  |
|  |             |                 |             |             |             |  |  |              |                 |              |              |              |  |
|  | 5           | Camila Giorgi   | 6           | 6           |             |  |  |              |                 |              |              |              |  |
|  | WC          | Irina Falconi   | 1           | 1           |             |  |  | 5            | Camila Giorgi   | 6            | 6            |              |  |
|  | WC          | Madison Brengle | 6           | 6           |             |  |  | WC           | Madison Brengle | 2            | 2            |              |  |
|  | 24          | Romina Oprandi  | 4           | 1           |             |  |  |              |                 |              |              |              |  |

### Sezione 6
|  | Primo turno | Primo turno             | Primo turno | Primo turno | Primo turno |  |  | Ultimo turno | Ultimo turno    | Ultimo turno | Ultimo turno | Ultimo turno |  |
|  |             |                         |             |             |             |  |  |              |                 |              |              |              |  |
|  | 6           | Johanna Larsson         | 6           | 2           | 6           |  |  |              |                 |              |              |              |  |
|  |             | Vera Duševina           | 2           | 6           | 4           |  |  | 6            | Johanna Larsson | 3            | r            |              |  |
|  |             | Yung-jan Chan           | 4           | 7           | 6           |  |  |              | Yung-jan Chan   | 4            |              |              |  |
|  | 14          | Estrella Cabeza Candela | 6           | 5           | 1           |  |  |              |                 |              |              |              |  |

### Sezione 7
|  | Primo turno | Primo turno      | Primo turno | Primo turno | Primo turno |  |  | Ultimo turno | Ultimo turno    | Ultimo turno | Ultimo turno | Ultimo turno |  |
|  |             |                  |             |             |             |  |  |              |                 |              |              |              |  |
|  | 7           | Virginie Razzano | 1           | 4           |             |  |  |              |                 |              |              |              |  |
|  | WC          | Heather Watson   | 6           | 6           |             |  |  | WC           | Heather Watson  | 6            | 6            |              |  |
|  |             | Julija Putinceva | 3           | 3           |             |  |  | 21           | Teliana Pereira | 2            | 2            |              |  |
|  | 21          | Teliana Pereira  | 6           | 6           |             |  |  |              |                 |              |              |              |  |

### Sezione 8
|  | Primo turno | Primo turno               | Primo turno | Primo turno | Primo turno |  |  | Ultimo turno | Ultimo turno              | Ultimo turno | Ultimo turno | Ultimo turno |  |
|  |             |                           |             |             |             |  |  |              |                           |              |              |              |  |
|  | 8           | Mirjana Lučić-Baroni      | 6           | 1           | 6           |  |  |              |                           |              |              |              |  |
|  |             | Tadeja Majerič            | 1           | 6           | 7           |  |  |              | Tadeja Majerič            | 5            | 7            | 3            |  |
|  |             | Michelle Larcher de Brito | 3           | 7           | 6           |  |  |              | Michelle Larcher de Brito | 7            | 5            | 6            |  |
|  | 15          | Misaki Doi                | 6           | 5           | 0           |  |  |              |                           |              |              |              |  |

### Sezione 9
|  | Primo turno | Primo turno      | Primo turno | Primo turno | Primo turno |  |  | Ultimo turno | Ultimo turno     | Ultimo turno | Ultimo turno | Ultimo turno |  |
|  |             |                  |             |             |             |  |  |              |                  |              |              |              |  |
|  | 9           | Julia Glushko    | 4           | 1           |             |  |  |              |                  |              |              |              |  |
|  |             | Maryna Zanevs'ka | 6           | 6           |             |  |  |              | Maryna Zanevs'ka | 6            | 6(1)         | 3            |  |
|  |             | Sharon Fichman   | 6           | 4           | 6           |  |  |              | Sharon Fichman   | 3            | 7            | 6            |  |
|  | 20          | Luksika Kumkhum  | 3           | 6           | 3           |  |  |              |                  |              |              |              |  |

### Sezione 10
|  | Primo turno | Primo turno     | Primo turno | Primo turno | Primo turno |  |  | Ultimo turno | Ultimo turno    | Ultimo turno | Ultimo turno | Ultimo turno |  |
|  |             |                 |             |             |             |  |  |              |                 |              |              |              |  |
|  | 10          | Ol'ga Govorcova | 3           | 4           |             |  |  |              |                 |              |              |              |  |
|  |             | Olivia Rogowska | 6           | 6           |             |  |  |              | Olivia Rogowska | 6(1)         | 6            | 6            |  |
|  |             | Melinda Czink   | 7           | 4           | 6           |  |  |              | Melinda Czink   | 7            | 3            | 2            |  |
|  | 18          | Su-wei Hsieh    | 5           | 6           | 4           |  |  |              |                 |              |              |              |  |

### Sezione 11
|  | Primo turno | Primo turno             | Primo turno | Primo turno | Primo turno |  |  | Ultimo turno | Ultimo turno      | Ultimo turno | Ultimo turno | Ultimo turno |  |
|  |             |                         |             |             |             |  |  |              |                   |              |              |              |  |
|  | 11          | Anabel Medina Garrigues | 5           | 1           |             |  |  |              |                   |              |              |              |  |
|  |             | An-Sophie Mestach       | 7           | 6           |             |  |  |              | An-Sophie Mestach | 4            | 5            |              |  |
|  | WC          | Allie Kiick             | 6           | 6           |             |  |  | WC           | Allie Kiick       | 6            | 7            |              |  |
|  | 19          | Mandy Minella           | 3           | 0           |             |  |  |              |                   |              |              |              |  |

### Sezione 12
|  | Primo turno | Primo turno          | Primo turno | Primo turno | Primo turno |  |  | Ultimo turno | Ultimo turno        | Ultimo turno | Ultimo turno | Ultimo turno |  |
|  |             |                      |             |             |             |  |  |              |                     |              |              |              |  |
|  | 12          | Tímea Babos          | 5           | 6           | 4           |  |  |              |                     |              |              |              |  |
|  |             | Alla Kudrjavceva     | 7           | 3           | 6           |  |  |              | Alla Kudrjavceva    | 2            | 2            |              |  |
|  | WC          | Anastasija Rodionova | 6           | 4           | 4           |  |  | 22           | Alison Van Uytvanck | 6            | 6            |              |  |
|  | 22          | Alison Van Uytvanck  | 4           | 6           | 6           |  |  |              |                     |              |              |              |  |